# نیوتاون، شهرستان سچویلکیلل، پنسیلوانیا
نیوتاون (به انگلیسی: Newtown) یک منطقهٔ مسکونی در ایالات متحده آمریکا است که در شهرستان سچویلکیلل، پنسیلوانیا واقع شده‌است. نیوتاون ۱٫۷ کیلومتر مربع مساحت و ۲۴۴ نفر جمعیت دارد.